# Rhynchaglaea discoidea
Rhynchaglaea discoidea är en fjärilsart som beskrevs av Ronkay, Hreblay och Peregovits. Rhynchaglaea discoidea ingår i släktet Rhynchaglaea och familjen nattflyn. Inga underarter finns listade.